# Liste der Baudenkmäler in Welsberg-Taisten
Die Liste der Baudenkmäler in Welsberg-Taisten (italienisch Monguelfo-Tesido) enthält die 31 als Baudenkmäler ausgewiesenen Objekte auf dem Gebiet der Gemeinde Welsberg-Taisten in Südtirol.
Basis ist das im Internet einsehbare offizielle Verzeichnis der Baudenkmäler in Südtirol. Dabei kann es sich beispielsweise um Sakralbauten, Wohnhäuser, Bauernhöfe und Adelsansitze handeln. Die Reihenfolge in dieser Liste orientiert sich an der Bezeichnung, alternativ ist sie auch nach der Adresse oder dem Datum der Unterschutzstellung sortierbar.

## Liste
| Foto |                 | Bezeichnung                                                           | Standort                    | Eintragung                  | Beschreibung | Metadaten |
| ---- | --------------- | --------------------------------------------------------------------- | --------------------------- | --------------------------- | --- | --- |
| ja   | Datei hochladen | Alter Widum ID: 17976                                                 | 46° 45′ 29″ N, 12° 6′ 20″ O | 9. Juni 1987 (BLR-LAB 3272) | Widum/Kanonikerhaus | KG: Welsberg Bauparzelle: 27 |
| BW   | Datei hochladen | Antoniuskapelle in Ried ID: 17982                                     | 46° 45′ 17″ N, 12° 5′ 50″ O | 9. Juni 1987 (BLR-LAB 3275) | Kapelle | KG: Welsberg Bauparzelle: 170 |
| BW   | Datei hochladen | Ausserbier ID: 17969                                                  | 46° 46′ 3″ N, 12° 8′ 56″ O  | 9. Juni 1987 (BLR-LAB 3275) | Ländliches Wohnhaus/Bauernhof | KG: Taisten Bauparzelle: 168/2 |
| ja   | Datei hochladen | Bachmann-Seppl-Haus ID: 50388                                         | 46° 45′ 26″ N, 12° 6′ 12″ O | 4. Juli 2005 (BLR-LAB 2416) | Ländliches Wohnhaus/Bauernhof | KG: Welsberg Bauparzelle: 83 |
| ja   | Datei hochladen | Bahnhof Welsberg ID: 50255                                            | 46° 45′ 11″ N, 12° 6′ 26″ O | 5. Apr. 2004 (BLR-LAB 1083) | Bahnhof Welsberg; die links in der Spalte Standort stehenden Koordinaten beziehen sich auf das Hauptgebäude; das Bahnwärterhaus befindet sich auf 46° 45′ 12,4″ N, 12° 6′ 20,2″ O, die Wasserstation auf 46° 45′ 7,8″ N, 12° 6′ 36,8″ O. | KG: Welsberg Bauparzelle: 190, 192, 193, 598 Grundparzelle: 1370/1, 1370/10, 1370/11, 1370/12, 1370/13, 1370/14, 1370/5, 1370/6, 1370/7, 1370/8, 1370/9 |
| ja   | Datei hochladen | Bildstock ID: 17974                                                   | 46° 46′ 4″ N, 12° 6′ 54″ O  | 9. Juni 1987 (BLR-LAB 3275) | Bildstock | KG: Taisten Grundparzelle: 2875/1 |
| ja   | Datei hochladen | Bildstock bei der Pfarrkirche ID: 17986                               | 46° 45′ 24″ N, 12° 6′ 16″ O | 9. Juni 1987 (BLR-LAB 3275) | Bildstock | KG: Welsberg Grundparzelle: 1581/8 |
| ja   | Datei hochladen | Ehemaliger Kornkasten beim Widum ID: 17971                            | 46° 46′ 4″ N, 12° 6′ 45″ O  | 9. Juni 1987 (BLR-LAB 3275) | Kornkasten | KG: Taisten Bauparzelle: 203 |
| ja   | Datei hochladen | Gasthof Erharter ID: 18114                                            | 46° 45′ 26″ N, 12° 6′ 20″ O | 24. Mai 1993 (BLR-LAB 2886) | Gasthaus | KG: Welsberg Bauparzelle: 43 |
| BW   | Datei hochladen | Häusern in Ried ID: 17981                                             | 46° 45′ 12″ N, 12° 5′ 51″ O | 9. Juni 1987 (BLR-LAB 3275) | Ländliches Wohnhaus/Bauernhof | KG: Welsberg Bauparzelle: 164/1 |
| ja   | Datei hochladen | Kapelle bei der Villa Welsberg ID: 17984                              | 46° 45′ 17″ N, 12° 6′ 28″ O | 9. Juni 1987 (BLR-LAB 3275) | Kapelle | KG: Welsberg Bauparzelle: 232 |
| ja   | Datei hochladen | Kapelle beim Feichter ID: 17970                                       | 46° 46′ 14″ N, 12° 4′ 4″ O  | 9. Juni 1987 (BLR-LAB 3275) | Kapelle | KG: Taisten Bauparzelle: 191 |
| BW   | Datei hochladen | Kapelle beim Moar in Wiesen ID: 17973                                 | 46° 46′ 1″ N, 12° 9′ 1″ O   | 9. Juni 1987 (BLR-LAB 3275) | Kapelle | KG: Taisten Grundparzelle: 2514 |
| BW   | Datei hochladen | Kapelle in Plun ID: 17985                                             | 46° 44′ 55″ N, 12° 5′ 32″ O | 9. Juni 1987 (BLR-LAB 3275) | Kapelle | KG: Welsberg Bauparzelle: 249 |
| BW   | Datei hochladen | Kapelle in Wiesen ID: 17968                                           | 46° 46′ 11″ N, 12° 8′ 9″ O  | 9. Juni 1987 (BLR-LAB 3275) | Kapelle | KG: Taisten Bauparzelle: 155 |
| ja   | Datei hochladen | Keilwirt ID: 17966                                                    | 46° 46′ 8″ N, 12° 6′ 53″ O  | 9. Juni 1987 (BLR-LAB 3275) | Ländliches Wohnhaus/Bauernhof | KG: Taisten Bauparzelle: 45 |
| ja   | Datei hochladen | Marenklhof ID: 50566                                                  | 46° 46′ 9″ N, 12° 6′ 56″ O  | 8. Aug. 2013 (BLR-LAB 1032) | Mittelalterlicher Bau, vermutliches Geburtshaus des spätgotischen Malers Simon von Taisten (etwa 1450–1515). Einhof mit Satteldach und holzverschaltem Giebel.                                                                           | KG: Taisten Bauparzelle: 54 |
| ja   | Datei hochladen | Marienkapelle am Friedhof (Lourdeskapelle) ID: 17962                  | 46° 46′ 3″ N, 12° 6′ 49″ O  | 9. Juni 1987 (BLR-LAB 3275) | Kapelle | KG: Taisten Bauparzelle: 24/2 |
| BW   | Datei hochladen | Maurer ID: 17967                                                      | 46° 46′ 40″ N, 12° 7′ 0″ O  | 9. Juni 1987 (BLR-LAB 3275) | Ländliches Wohnhaus/Bauernhof | KG: Taisten Bauparzelle: 127 |
| ja   | Datei hochladen | Pfarrkirche St. Ingenuin und Albuin mit Friedhof ID: 17963            | 46° 46′ 4″ N, 12° 6′ 47″ O  | 9. Juni 1987 (BLR-LAB 3275) | Kirche | KG: Taisten Bauparzelle: 25 Grundparzelle: 86 |
| ja   | Datei hochladen | Pfarrkirche St. Margareth ID: 17975                                   | 46° 45′ 25″ N, 12° 6′ 15″ O | 9. Juni 1987 (BLR-LAB 3275) | Kirche Altargemälde von Paul Troger | KG: Welsberg Bauparzelle: 1 |
| ja   | Datei hochladen | Pfarrwidum ID: 17964                                                  | 46° 46′ 5″ N, 12° 6′ 47″ O  | 9. Juni 1987 (BLR-LAB 3275) | Widum/Kanonikerhaus | KG: Taisten Bauparzelle: 28 |
| BW   | Datei hochladen | Rainstaller ID: 50254                                                 | 46° 44′ 31″ N, 12° 6′ 45″ O | 3. Juli 2000 (BLR-LAB 2417) | Ländliches Wohnhaus/Bauernhof | KG: Welsberg Bauparzelle: 144/1 |
| ja   | Datei hochladen | St. Georg mit Umfriedung ID: 17965                                    | 46° 46′ 8″ N, 12° 6′ 51″ O  | 9. Juni 1987 (BLR-LAB 3275) | Kirche | KG: Taisten Bauparzelle: 42 Grundparzelle: 2876/1 |
| ja   | Datei hochladen | St. Jakob am Friedhof ID: 17961                                       | 46° 46′ 4″ N, 12° 6′ 48″ O  | 9. Juni 1987 (BLR-LAB 3275) | Kirche | KG: Taisten Bauparzelle: 24/1 |
| ja   | Datei hochladen | Thurn ID: 17972                                                       | 46° 45′ 43″ N, 12° 6′ 48″ O | 9. Juni 1987 (BLR-LAB 3275) | Burgruine | KG: Taisten Grundparzelle: 180/2 |
| ja   | Datei hochladen | Trogerhaus ID: 17977                                                  | 46° 45′ 27″ N, 12° 6′ 11″ O | 9. Juni 1987 (BLR-LAB 3275) | Städtisches Wohnhaus | KG: Welsberg Bauparzelle: 52 |
| ja   | Datei hochladen | Unsere Liebe Frau am Rain mit Friedhofskapelle und Friedhof ID: 17979 | 46° 45′ 19″ N, 12° 6′ 33″ O | 9. Juni 1987 (BLR-LAB 3275) | Kirche | KG: Welsberg Bauparzelle: 127 Grundparzelle: 213/1 |
| ja   | Datei hochladen | Villa Welsberg mit Park ID: 17983                                     | 46° 45′ 19″ N, 12° 6′ 24″ O | 9. Juni 1987 (BLR-LAB 3275) | Villa/Sommerfrischhaus | KG: Welsberg Bauparzelle: 208/1 Grundparzelle: 201/1 |
| ja   | Datei hochladen | Welsberg ID: 17980                                                    | 46° 45′ 35″ N, 12° 6′ 50″ O | 9. Juni 1987 (BLR-LAB 3275) | Burg/Schloss | KG: Welsberg Bauparzelle: 130 |
| ja   | Datei hochladen | Zellheim mit Stöcklgebäude und Garten ID: 17978                       | 46° 45′ 23″ N, 12° 6′ 18″ O | 31. Mai 1950 (MD)           | Ansitz | KG: Welsberg Bauparzelle: 109, 228 |

Falls bei einem Baudenkmal keine Koordinaten bekannt sind, werden ersatzweise die Katasterdaten zum Zeitpunkt der Unterschutzstellung angegeben. Diese sind weder offiziell noch zwingend aktuell.
Die vom Landesdenkmalamt übernommenen Adressen können veraltet sein.
| Foto:   | Fotografie des Denkmals. Klicken des Fotos erzeugt eine vergrößerte Ansicht. Daneben finden sich zwei Symbole: |
| ID      | Identifikator beim Südtiroler Landesdenkmalamt                                                                 |
| KG      | Katastralgemeinde                                                                                              |
| MD      | Ministerialdekret                                                                                              |
| BLR-LAB | Beschluss der Landesregierung – Landesausschussbeschluss                                                       |